# Mitilicultura

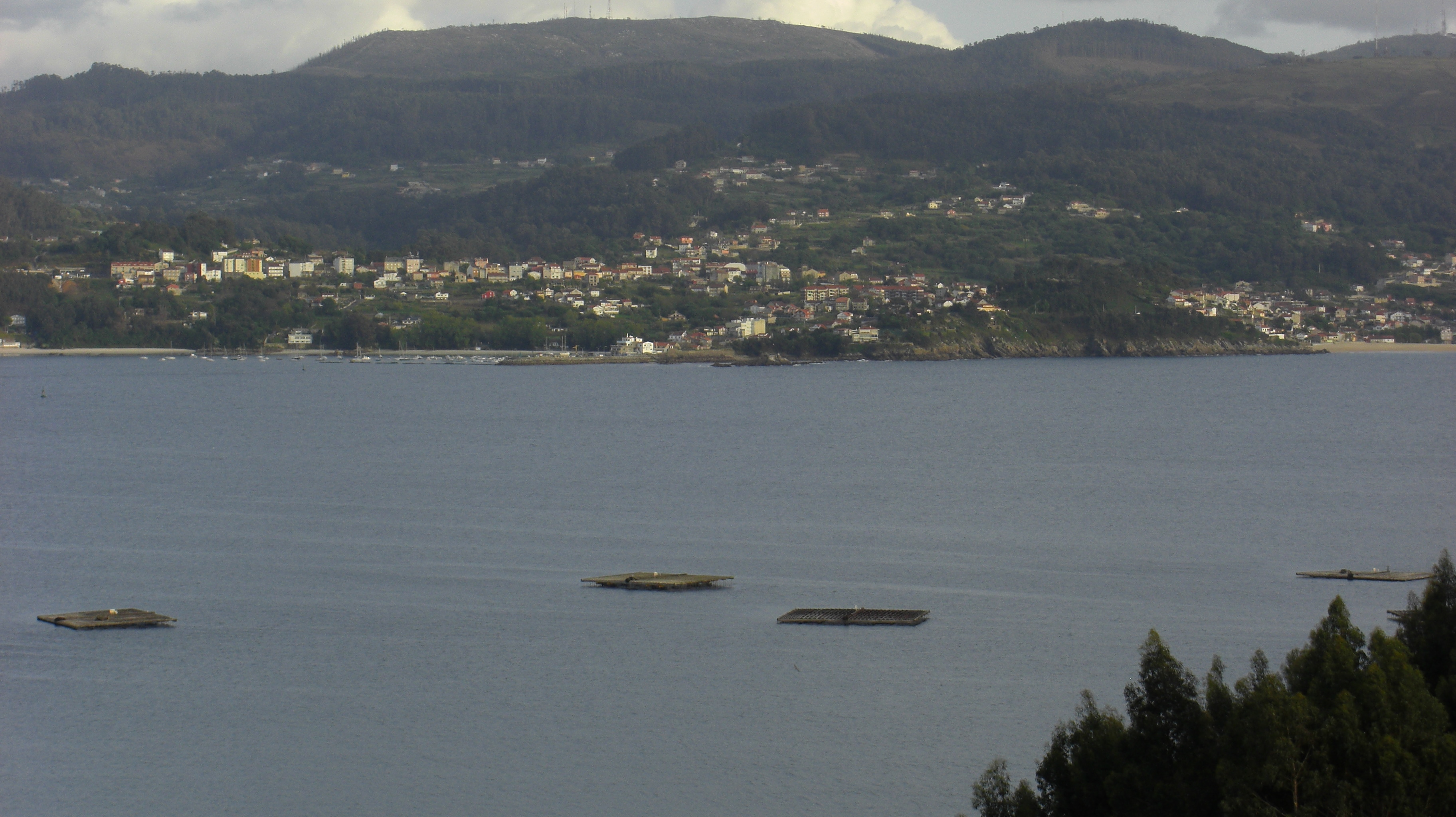
Viveiros na Ria de Vigo, junto a Pontevedra.

Mitilicultura ou miticultura é o cultivo industrial do mexilhão, usualmente com recurso a viveiros flutuantes ancorados em águas costeiras, muito desenvolvida na China, na Espanha, na Itália e na França. Atualmente, é uma das principais atividades económicas de muitas povoações da costa da Galiza, especialmente nas Rias Baixas.
- Commons
- Wikcionário